# Virgen Blanca (catedral de Toledo)
La Virgen Blanca es una escultura de estilo gótico y de origen inglés. Fue realizada en el siglo XIV y desde entonces está situadomo «La Virgen Blanca», es una obra en alabastro blanco que presenta policromía beige.

## Contexto
Este tipo de imagen realizada para  culto en los altares, cambió más lentamente que la de las portadas de las catedrales, ya que continuaron presentando la imagen de la Virgen sentada, hasta que, entrado en el siglo XIV, aparecieron las imágenes de María con el Niño de pie. Proviene este nuevo modelo principalmente de la escultura francesa. Consta que en 1349, un comerciante llamado Martín de Pamplona, trajo de Francia una Virgen con el Niño en brazos de pie, estaba realizada en mármol blanco y fue regalada a la iglesia de su pueblo natal Uharte, donde en algún momento desapareció, sin que haya quedado constancia fotográfica. Entre las importaciones de esa época, procedentes también de Francia, se encuentran varias imágenes de marfil, que al seguir la forma del colmillo, todas quedaban de pie y con una ligera inclinación que daban la curva en su cuerpo. Parece casi seguro que a partir de todas estas esculturas se realizó la asimilación del arte gótico español, muy pujante en la escultura y arquitectura en Cataluña pero que también tuvo su eco en muchos ejemplos en Castilla.

## Descripción

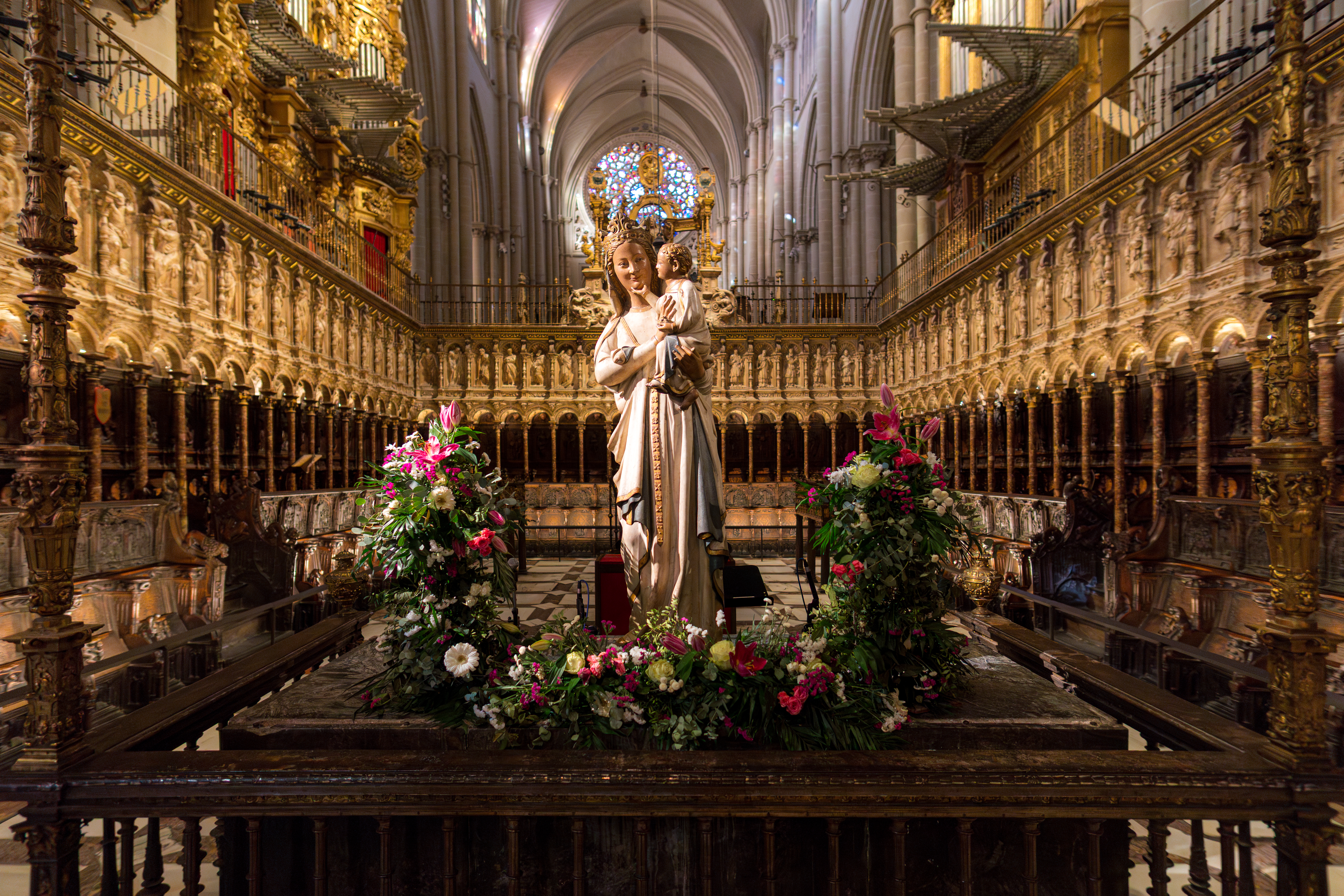
La talla se encuentra al frente del coro de la catedral.

Destaca por mostrar una tierna y alegre imagen de maternidad. La madre de rostro oval, sostiene el hijo en su brazo derecho y lo está mirando con una sonrisa característica de las imágenes de este periodo del gótico; un rostro que refleja una santidad y alegría que según videntes se asemeja a la del rostro auténtico de María aunque no se identificara del todo. Presenta un ligero contrapposto con el peso del cuerpo sobre una pierna. Mientras, el niño acaricia con la mano derecha la barbilla de su madre y con la izquierda sostiene un fruto redondo que suple al antiguo atributo del globo terráqueo de   imágenes románicas. Es de tamaño igual que el natural, de 153 cm. Está pintado con oro la corona, el pelo y las franjas de los vestidos; los rostros se dejaron en color natural, que el tiempo ha dejado una pátina en color más oscuro que el blanco del material con que estaba hecha. Su conservación ha permanecido perfecta sin repintes ni rupturas, seguramente debido a la protección que le ha supuesto la costumbre de vestir las imágenes, pues así estuvo, con ropajes hasta entrado el siglo XX. Parece que esta imagen fue donada a la catedral por Gonzalo Ruiz de Toledo, señor de Orgaz, alcalde de Toledo y notario mayor del reino de Castilla.